# 立花種世
立花 種世（たちばな たねよ）は、江戸時代前期の旗本。三池藩主立花種次の次男。通称：弥十郎、宇右衛門。
慶安3年（1650年）9月3日、将軍徳川家綱に召されてその附属となり、小姓組に列する。
承応元年（1652年）12月18日、慶米300石を賜る。寛文9年（1669年）閏10月18日、黄金二枚を賜る。
延宝2年（1674年）に死す。兄種長の子を養子としており、これが継いだが、後の系譜は不明。